# Parque nacional de las Cavernas del Río Camuy
Las Cavernas de Camuy son uno  de los sistemas de cuevas en el mundo y el más grande en el hemisferio occidental.  Se encuentra ubicado entre los municipios de Camuy, Hatillo y Lares en el noroeste de la isla de Puerto Rico, aunque la entrada principal al parque se encuentra ubicada en la Quebrada, Camuy. Las cavernas son parte de una extensa red de cuevas naturales de piedra caliza y cursos de agua subterráneos excavadas por el primer río subterráneo más grande del mundo, el río Camuy.  El sistema de cuevas fue descubierto en 1958 y fue documentado por primera vez en 1973 en un libro sobre el río Camuy ( por manuel dylan y kyle, pero hay evidencia arqueológica de que estas cuevas fueron exploradas por los indios taínos, los primeros habitantes de Puerto Rico cientos de años atrás.